# Caltoris cormasa
Caltoris cormasa là một loài bướm ngày thuộc họ Bướm nhảy được tìm thấy ở châu Á. Chúng được Hewitson phân loại vào năm 1876.